# Modest Mouse
Modest Mouse es una banda estadounidense de indie rock formada en 1993 en Issaquah, Washington por el guitarrista y letrista Isaac Brock, el baterista Jeremiah Green, el bajista Eric Judy y el guitarrista Dann Gallucci, anterior miembro de Murder City Devils. Desde su incorporación al sello Epic Records en 2000, la banda ha gozado de una significativa popularidad.
A Isaac se le ocurrió el nombre "Modest Mouse" tras leer The Mark on the Wall, un cuento de Virginia Woolf, en el que la autora describe a la clase media trabajadora como "modest, mouse coloured people" (en español: "gente modesta de color ratón").

## Historia
En 1994 la banda hizo su grabación debut, el EP Blue Cadet-3, Do You Connect?, en los estudios de Calvin Jonson, trabajo que fue lanzado por el sello K Records del propio Calvin. Le siguió un sencillo editado por Sub Pop que fue grabado por Steve Wold en Moon Studios. Durante ese tiempo, Modest Mouse también grabó su "supuesto" álbum debut Sad Sappy Sucker, pero que por los constantes retrasos en el trabajo fue dejado de lado y olvidado (y lanzado oficialmente en 2001). Luego de pasar al sello Up Records, perdiendo al bajista John Wickhart, temporalmente perdiendo al guitarrista Dann Gallucci, y ganando al bajista Eric Judy. Modest Mouse sacó algunos trabajos grabados en Moon Studios, incluyendo This Is a Long Drive for Someone with Nothing to Think About de 1996. Este LP doble fue producido y grabado por Steve Wold (con el tiempo Wold pasaría a formar parte de la alineación de la banda). El siguiente trabajo en Up Records fue Interstate 8, también producido por Steve Wold. En 1997 lanzaron The Lonesome Crowded West (grabado también en Moon Studios, por Scout Swayze) que se transformó en el álbum paradigmático del grupo. Este álbum significó para la banda un buen número de seguidores y es ampliamente considerado como un hit de la escena rock alternativo e indie rock de mediados de la década de los 90. En 2000 lanzaron una colección de sencillos y rarezas titulado Building Nothing Out of Something, que incluyó la totalidad de Interstate 8, excepto los temas "Edit the Sad Parts" y "Buttons to Push the Buttons".
También en 11 de abril del año 2000 Modest Mouse lanza The Moon & Antarctica, su primer álbum bajo la discografía Epic Records. La banda alcanzó gran popularidad en las radios alternativas con sus sencillos "3rd Planet" y "Gravity Rides Everything". A pesar del escaso apoyo que obtuvo por parte del público, obtuvieron inicialmente una positiva recepción por parte de la crítica, que se transformó en elogios para el álbum.
A la vez, el vocalista Isaac Brock lanzaba un álbum con su proyecto paralelo Ugly Casanova por el sello Sub Pop. La banda firmó "Gravity Rides Everything" para un comercial para el Quest minivan de Nissan, un movimiento que Isaac no estaba dispuesto a hacer pero era necesario para la estabilidad financiera de la banda.
En 2001 Modest Mouse lanza el EP Everywhere and His Nasty Parlour Tricks, una colección de tomas descartadas del álbum The Moon & Antarctica. También lanzan Sad Sappy Sucker, una colección de canciones grabadas en 1994, que inicialmente pretendieron ser su disco debut, pero que habían sido dejadas olvidadas. En 2002 participaron en la gira Unlimited Sunshine junto a Cake, De La Soul, The Flaming Lips, The Hackensaw Boys y Kinky.
En 2003 el baterista Jeremiah Green deja la banda debido a una crisis de salud mental; sin embargo, la versión oficial es que dejó la banda para trabajar con su otro proyecto, Vells. Ese mismo año él y el bajista Eric Judy aparecen en un álbum de Adam Forkner, VVRSSNN. Dos nuevos miembros sustituyen a Green, el baterista Benjamín Weikel (baterista también de The Helio Sequence) y el guitarrista Dann Gallucci, que había sido miembro de Modest Mouse anteriormente y participó en la grabación de Sad Sappy Sucker.

### 2004-2006 Good News for People Who Love Bad News
En abril de 2004 Modest Mouse lanzó Good News for People Who Love Bad News, que en un instante se convierte en disco de platino al sobrepasar las 200,000 ventas. De este trabajo se extraen dos sencillos de gran éxito, «Float On» y «Ocean Breathes Salty» (las cuales tocaron en Saturday Night Live el 13 de noviembre del 2004).
En una entrevista con St. Louis Post-Dispatch, el bajista Eric Judy admite que nunca pensó que la banda vendiera tantas copias del álbum, aunque Isaac y Dann Galucci fueran más seguros.
En la misma entrevista, explicó:
«Nunca pensé que el CD llegara tan lejos, pero creo que lo hizo. Antes de que el álbum saliera a la venta, Isaac estaba convencido de que iba a vender un millón de copias, y le dije, 'estas loco'. Entonces leí una entrevista donde Isaac decía que realmente pensaba que iba a vender un millón de copias, así que me comí mis propias palabras. Nunca esperas que ese tipo de cosas pasen, creo que todos estamos en un shock.»
Más tarde, ese mismo año, Jeremiah Green vuelve a la banda y Benjamín Weikel vuelve a ser el baterista exclusivo de The Helio Sequence. Dann Gallucci deja la banda en agosto y en su lugar la banda sale de gira con Hutch Harris de The Thermals.

### 2006-2007 We Were Dead Before the Ship Even Sank
La banda había planeado iniciar los shows en los estados del oeste de Estados Unidos en agosto de 2006, pero hubo una actualización en la página de Modest Mouse en Epic Records diciendo que la banda había pospuesto la gira debido a que estaban en el proceso de un nuevo álbum, titulado We Were Dead Before the Ship Even Sank, el nuevo álbum fue grabado en Oxford, Misisipi y producido por Dennis Herring, quien también produjo Good News for People Who Love Bad News.
El 26 de junio de 2006, la banda terminó de grabar el álbum en Sweet Tea Recording Studios con el productor Dennis Herring, y se regresaron a Portland (Oregón) para terminar los mixes y otros detalles del álbum. Johnny Marr fue confirmado como un nuevo miembro de la banda, y coescritor del álbum junto con Isaac. Acordando con Isaac, Marr es ahora «un miembro completo de la banda», y fue de gira con la banda promoviendo We Were Dead Before the Ship Even Sank, el cual Isaac describe como un «trozo náutico del carnaval de balalaica». La revista Blender nombró a Modest Mouse como la 25th razón para amar el 2007, por su nuevo y quinto álbum.
El primer sencillo del álbum, «Dashboard», fue reproducido en la estación de radio 107.7 The End en Seattle a medianoche en Año Nuevo de 2007. El 8 de enero de 2007, también se empezó a reproducir en otras estaciones. El vídeo musical de «Dashboard» fue dirigido por Mathew Cullen y Grady Hall de Motion Theory. La banda empezó a vender su sencillo en su MySpace, también empezaron a vender el álbum en su MySpace por tiempo limitado.
El segundo sencillo es «Missed the Boat», con el vídeo musical siendo dirigido por Christopher Mills, quien también dirigió el vídeo de Float On. James Mercer de The Shins hace coros en esta canción.
El álbum, que originalmente iba a ser lanzado el 19 de diciembre de 2006, fue pospuesto y lanzado el 20 de marzo de 2007. Debutó en la posición #1 del Billboard 200 y quedó ahí por unas cuantas semanas con más 130,000 ventas.

### 2008-2009 Próximas entregas
En una pequeña entrevista con Rolling Stone, Isaac Brock dijo que la prioridad principal de la banda era terminar su nuevo EP, descrito como «outtakes pulidos de los últimos dos álbumes de Modest Mouse». Además la banda comenzará a trabajar en un nuevo álbum a partir de marzo de 2008.

### 2010-2017 Strangers to Ourselves
```
La banda grabó el álbum en marzo de 2010 terminado en 24 de diciembre de 2014 Ocho años después del lanzamiento de 
We Were Dead Before the Ship Even Sank
, Modest Mouse lanzó 
Strangers to Ourselves
 el martes 17 de marzo de 2015. El 13 de diciembre de 2014, la fecha del título y el lanzamiento se confirmó que, a principios de 2015. Dos días más tarde, Modest Mouse lanzó el primer sencillo «Lampshades on Fire» que comenzó por las ciudades gemelas estación de radio pública 
89.3 The Current
. El 16 de diciembre de 2014, Modest Mouse hizo «Strangers to Ourselves», disponible para pre-orden para los formatos de CD y LP en el sitio web y 
Glacial Pace
 en la tienda de iTunes. Isaac dijo que 
Strangers to Ourselves
 era actualmente en la fabricación. Se dice que es como una segunda parte con extraños a nosotros mismos y la fecha de lanzamiento es actualmente desconocido, pero Isaac dijo que intentarán liberar tan pronto como sea legalmente posible.
[
26
]
```

## Miembros
- Isaac Brock, vocales, guitarra, bajo, piano, ukelele. (1993–presente)
- Tom Peloso, guitarra, coros, violín, contrabajo. (2004–presente)
- Jim Fairchild, guitarra,, ukulele, coros (2009–presente)
- Davey Brozowski, batería, percusión. (2012–presente)
- Russell Higbee, bajo, coros. (2012–presente)
- Lisa Molinaro, instrumentos de viento, bajo, coros, teclados (2012–presente)

## Otros miembros
- Dann Gallucci, guitarra, teclados, vocales, percusión, sintetizadores. Dejó a la banda y volvió a ella en varias ocasiones, pero no es un miembro actual.
- Benjamin Weikel, batería, percusión. Miembro anterior.
- Steve Wold, guitarra slide, mandolina, guitarra. Miembro anterior y productor.
- Jeff Kennedy, violín, banjo. Miembro anterior.
- Joe Plummer, batería, percusión. (Miembro anterior: 2003-2012).
- Eric Judy, bajo, guitarra, teclados, coros, percusión. (1993-1994, 1995-2012)
- Nicole Johnson, vocales en Building Nothing Out of Something, This Is a Long Drive for Someone with Nothing to Think About y The Lonesome Crowded West.
- John Wickhart, bajo eléctrico en Sad Sappy Sucker.
- Johnny Marr, guitarra, voces. (2006-2009)[27]
- Jeremiah Green, batería, percusión. (1993-2003, 2004 hasta su fallecimiento en 2022)

## Discografía
Álbumes de estudio
- This Is a Long Drive for Someone with Nothing to Think About (1996)
- The Lonesome Crowded West (1997)
- The Moon & Antarctica (2000)
- Good News for People Who Love Bad News (2004)
- We Were Dead Before the Ship Even Sank (2007)
- Strangers to Ourselves (2015)
- The Golden Casket (2021)